# Vaux (Allier)
Vaux – miejscowość i gmina we Francji, w regionie Owernia-Rodan-Alpy, w departamencie Allier.

## Demografia
Według danych na rok 1990 gminę zamieszkiwało 905 osób, a gęstość zaludnienia wynosiła 50 osób/km². W styczniu 2015 r. Vaux zamieszkiwało 1100 osób, przy gęstości zaludnienia wynoszącej 60,8 osób/km².

## Współpraca
Miejscowość partnerska:
- Vaux-sur-Sûre, Belgia